# Nagykőhavas
A Nagykőhavas (románul Piatra Mare) hegység a Keleti-Kárpátokban, Brassótól délre. Határai északon a Brassói-medence, nyugaton a Tömös-völgy, keleten a Csukás-hegység. 

## Leírás
A Nagykőhavas területe csak 82 km², ennek ellenére változatos felszínű (karsztos felszín, alpinista túraútvonalak, sípályák). Legmagasabb pontja a Nagy-kő-havas (1843 méter). ÉK-DNY irányú, hossza 15 km, szélessége 5 km. Felépítés szempontjából hasonlít a Tömös-völgy másik felén párhuzamosan fekvő Keresztényhavassal, amellyel együtt a Barcasági-hegyeket alkotja.

## Turizmus
2004. május 15-én avatták fel a Nagykőhavasi Erdélyi Kárpát Egyesület (EKE) menedékházat, amelyet az EKE Négyfalusi Osztálya építette 1630 m magasságban.

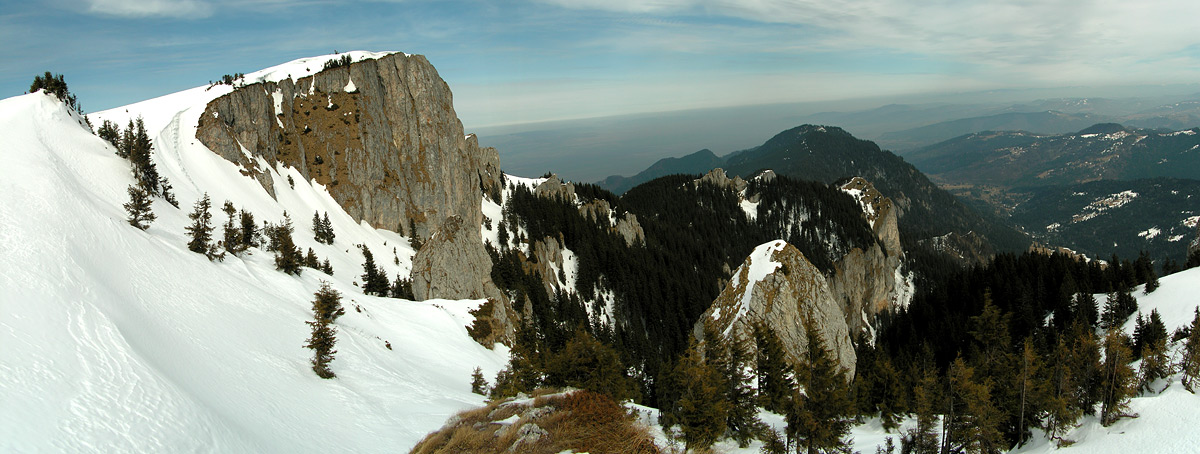
Kilátás a hegytetőről

## Külső hivatkozások
- Részletes leírás a Nagykőhavasról
- A Keresztényhavas és a Nagykőhavas turistatérképe Archiválva 2006. augusztus 11-i dátummal a Wayback Machine-ben
- Turistatérképek a Keresztényhavasról és a Nagykőhavasról Archiválva 2008. augusztus 3-i dátummal a Wayback Machine-ben